# Bitva u Kraví hory
Bitva u Kraví hory či též Bitva u Vodňan byla menším válečným střetem mezi vojskem jihočeské katolické šlechty, příslušící k tzv. Zelenohorské jednotě, vedené Janem I. Konopišťským ze Šternberka a Jindřichem IV. z Hradce, s oddílem z města Vodňany, sídlu loajálnímu českému králi Jiřímu z Poděbrad, během politických a náboženských sporů v českých zemích. Odehrála se 19. nebo 20. července 1468 na úpatí Kraví hory poblíž obce Strpí v jižních Čechách a skončila porážkou vodňanských ozbrojenců a následným vypleněním města.

## Pozadí
Dne 23. prosince 1466 prohlásil papež Pavel II. Jiřího z Poděbrad jako kacíře za sesazeného z trůnu a vyhlásil proti kališnickým Čechám křížovou výpravu. Roku 1467 papež potvrdil za vůdce katolíků Zdeňka ze Šternberka, předáka Zelenohorské jednoty. Jemu byly na pomoc poslány houfy křižáků z okolních zemí, avšak jejich útoku vojska Jiřího z Poděbrad úspěšně čelila. V březnu roku 1468 zahájil přímý boj vykonavatel papežské klatby uherský král Matyáš Korvín. Vpadl na Moravu a postupně likvidoval pozice Jiřího z Poděbrad, který zatím neúspěšně svolával české vojsko k efektivnímu protiútoku. V květnu se bojovalo na jihozápadní Moravě, 14. května byla útokem dobyta Třebíč. Poté Matyášova vojska oblehla hrad Špilberk v Brně a opevněný klášter Hradisko u Olomouce. 
Na Matyášův pokyn se k výpravě proti pozicím krále Jiřího vydalo jízdní a pěší vojsko pod vedením Jana I. ze Šternberka, syna Zdeňka, který hájil katolickou stranu na Jihlavsku a v jižních Čechách. Celé tažení urychlila též porážka rožmberského vojska v bitvě u Dráchova 23. června 1468, po které Jan II. z Rožmberka, dědic rodu doposud loajální Jiřímu z Poděbrad, začal zvažovat přechod na katolickou stranu. Vojsko se 4. července 1468 střetlo u obce Ořechov nedaleko Telče (bitva u Telče) se silami loajálními Poděbradovi, nad kterými zvítězilo. Potom spolu s oddíly Jindřicha z Hradce, vítěze od Dráchova, vytáhlo k Týnu nad Vltavou, který vypálilo a pokračovalo směrem k západu. 

## Pravděpodobný průběh
O událostech bitvy informuje několik kronik a následně pak novějších historických publikací, mj. Dějiny národu českého v Čechách a v Moravě Františka Palackého.    
Po vyplenění Týna nad Vltavou se stalo dalším z cílů katolického vojska město Vodňany. K útoku na město měla být připravena lest spočívající v provedení fingovaného útoku, který měl vylákat městskou posádku mimo hradby a následně na ni v určeném místě ve volném terénu zaútočit v plné síle, tj. taktice hojně využívané zejména v boji s nepřítelem využívajícím vozovou hradbu. Vstříc městu byl tedy 19. nebo 20. července vyslán jezdecký oddíl, který byl obránci města zaregistrován. Ve Vodňanech toho dne probíhaly hojně navštívené trhy. Z obyvatel města i příchozích zde tak byl svolán ozbrojený kontingent o odhadovaném počtu 1200 ozbrojenců se 60 bojovými vozy a několika palnými zbraněmi, kteří skrz Budějovickou bránu vyrazili nepříteli vstříc. Vodňanští katolickou jízdu pronásledovali až k úpatí Kraví hory, kde však soupeři zahájili obrat a přešli do protiútoku podpořeného pěchotou čekající v okolí a také palbou z houfnic. Překvapené městské vojsko se nezmohlo k většímu odporu a posléze se se značnými ztrátami dalo na ústup zpět za vodňanské brány.     
Střetu této velikosti se v dobovém kontextu mohlo celkově účastnit několik set, maximálně několik tisíc bojovníků. Vojsko Šternberka a Hradeckého bylo velmi pravděpodobně ve značné přesile. Několik stovek vodňanských bylo v bitvě zabito či zajato. Mrtví byli pohřbeni v masovém hrobě na úpatí hory, zajatci byli pak odvlečeni do Jindřichova Hradce. Mězi zajatými šlechtici se uvádějí Oldřich Vlach z Malovic či dva členové rodu pánů z Příbrami.   

## Hodnocení bitvy
Bezprostředně po bitvě bylo město následně katolickým vojskem dobyto a vypleněno. Podle některých zdrojů měli o ohrožení Vodňan vědět také Táborští a Písečtí, kteří se však do bojů nakonec nezapojili. 
Z hlediska dobového kontextu se jednalo o menší a méně významné střetnutí konfliktu kališnictví reprezentující moci Jiřího z Poděbrad s katolickým svazem Zelenohorské jednoty. Jan II. z Rožmberka byl na základě okolností prohraných bitev na domácím území a rovněž katolické klatby uvržené na jeho osobu definitivně přinucen přiklonit se na katolickou stranu a prostřednictvím papežského legáta Rovarelly uzavřít smlouvu s Korvínem, podle které následně 14. září 1468 odvolal své závazky k Poděbradovi a skrze pasovského biskupa Oldřicha byl klatby zbaven. Stejně tak tato politická prohra znamenala značné oslabení moci rodu Rožmberků jakožto dynastie dominující jihočeskému šlechtickému prostředí. Konflikt označovaný jako česko-uherské války pak ve větší intenzitě trval ještě po několik dalších let. 
Jisté zdroje uvádí vrch také pod názvem Krví hora, je tedy možné, že dostala název právě kvůli krveprolití, který byl v pozdějších letech zkomolen.                               